# The Best of the Best: 1984-2000, Vol. 1
The Best of the Best: 1984-2000, Vol. 1 es un álbum recopilatorio de la banda estadounidense W.A.S.P., publicado en el año 2000 por Snapper Music.

## Lista de canciones
1. «Saturday Night's alright for Fighting»
2. «Animal (Fuck like a Beast)»
3. «I wanna be Somebody»
4. «L.O.V.E. Machine»
5. «On your Knees»
6. «Show no Mercy»
7. «Blind in Texas»
8. «Wild Child»
9. «Sex Drive»
10. «9.5. - N.A.S.T.Y.»
11. «Mean Man»
12. «Chainsaw Charlie (Murders in the New Morgue)»
13. «Unreal»
14. «Helldorado»
15. «Dirty Balls»